# Кинич-Татбу-Холь III
Кинич-Татбу-Холь III — последний известный правитель Пачанского царства со столицей в Яшчилане.

## Биография
Кинич-Татбу-Холь III является преемником Ицамнах-Балама IV, воцарившись между 800 и 808 годами.
В 808 году он победил и захватил в плен царя Йокиба (Пьедрас-Неграс) Кинич-Яйина (по другим источникам это «Правитель 7»). Согласно материалам раскопок, проводившихся в Пьедрас-Неграсе в 1997—2000 годах, в начале IX века город был сожжён Пачаном.
От правления Кинич-Татбу-Холя III до нас дошёл единственный и последний монумент в Яшчилане — притолока 10, расположенная в «Здании 3».
9.18.17.13.10, 5 Ok 18 Sotz' (5 апреля 808 года) он посвятил здание Ах-Как-О-Чака (вероятно, это «Здании 3»). Спустя четыре дня 9.18.17.13.14 9 Hix 2 Sek (9 апреля 808 года) он совершил ритуал бросания. При описании этого ритуала упоминается последний царь Йокиба Кинич-Яйин, пленённый Кинич-Татбу-Холем III во время войны.
Вскоре после победы над Йокибом Пачан попал под удар неизвестного врага.

### Семья
Вероятно, отцом Кинич-Татбу-Холя III был Ицамнах-Балам IV, а матерью Иш-Чаб-Ахав.